# 卡顿波特 (路易斯安那州)
卡顿波特（英語：Cottonport），是美国路易斯安那州下属的一座城市。根据2010年美国人口普查，该市有人口2,006人。建置上，属于“town”。